# سعيد حسن العنسي
القاضي العلامة سعيد بن حسن بن سعيد بن عبد الله العنسي هو أحد علماء اليمن وكبار الزيديين، وذي الجاهات الوسيعة، والعلماء المحققين، ومن أهل الفضل والورع في الدين.

## تاريخه
ولد القاضي سعيد بن حسن العنسي في محافظة ذمار عام 1150 هـ الموافق 1737 م وهو حفيد القاضي سعيد بن عبد الله العنسي.
أخذ الفرائض وما يتبعها من الوصايا والضرب والمساحة، عن العلامة عبد الله بن حسين دلامة، وأخذ في (الشرح) و(البيان) عن العلامة علي بن أحمد بن ناصر الشجني، وأخذ في (شرح الأزهار) أيضاً عن القاضي العلامة محمد بن يحيى الشجني، والقاضي العلامة أحمد بن على ذعفان، والقاضي العلامة سعيد بن عبد الرحمن السماوي، والعلامة الحسن بن أحمد الشبيبي والعلامة أحمد بن على سليمان، وأخذ في النحو عن العلامة علي بن أحمد بن علي وعن العلامة عبد القادر بن حسين الشويطر، وأجاز له العلامة إسحاق بن يوسف في (تفريج الكروب) وفي (تيسير الوصول) للديبع وفي الأمهات الست.
وأجاز له الشيخ الولي الصالح شيخ أهل الطريقة: عبد الرحمن المشرع صاحب زبيد وألبسه الخرقة على قواعد أهل الطريقة، وأجاز له السيد العلامة علي بن عمر القناوي في شيء من كتب الطريقة.

## اجازته من العلامة محمد بن إسماعيل الصنعاني
و طلب من العلامة محمد بن إسماعيل الأمير أن يجيزه في مؤلفاته فأجاب بقصيدة كبيرة نحو ثمانين بيتاً تضمت الإجازة ومطلعها:
والقصيدة بديعة جداّ ومنها الابيات المقتطفة التالية:

## من اشعار القاضي سعيد
للقاضي سعيد قصائد نشرت في مصادر دراسته، وفي مقدمتها كتاب (نيل الوطر), ومن قصائده البديعة قصيدة قِــبلةُ القلب -بكسر القاف في قبلة- منها ما يلي:
ومما نظم القاضي سعيد:

## تبادله للاشعار مع العلامة محمد بن إسماعيل الأمير
كتب القاضي سعيد العنسي إلى الأمير الصنعاني قصيدة منها:
فأجاب الأمير الصنعاني على القاضي سعيد العنسي بقوله:
وقال القاضي سعيد في مدح الأمير الصنعاني:
فلما وصلت إلى العلامة الأمير الصنعاني كان مستهل جوابه معلنا بوجه الاعتذار عن إتمامه حيث قال:
ثم لم يواصل الرد واعتذر بأنه قد ضعف وثقل عليه قول الشعر.

## مناصبه
اشتغل بالقضاء، حيث ولاه الإمام علي بن العباس قضاء بلاد عتمة، وبلاد وصاب من بلاد ذمار.

## مؤلفاته
- النفحات الندية في الإشارات المهدية.[3][9]
- ضوء النجوم في بحث التخوم (كتاب جليل مشتمل على تحقيق تخوم الأرض).[3][9]